# 宮城県仙台東高等学校
宮城県仙台東高等学校（みやぎけん せんだいひがしこうとうがっこう）は、宮城県仙台市若林区下飯田字高野東にある県立高等学校。通称は「東高」（ひがしこう）。

## 概要
学科は、普通科と、宮城県の公立高校で初めて開設された英語科の2学科体制である。英語科には、海外からの留学生と外国人英語講師がおり、英語漬け（日本語使用厳禁）の「英語科合宿」があるなど、県立高校としては非常に先進的な学科になっている。そのほか毎年一回海外研修（近年はオーストラリア）がある。少数ながら、在学中に海外留学に行く生徒もいる。
国公立大学(特に隣県の山形大学、岩手大学)への合格者は現役・浪人合わせて年間15-20名程度。私立大学（特に地元の東北学院大学、東北福祉大学）への合格者が多い。地元志向が強く、他県の私立大学に進む生徒はごく少数に留まっている。
校章は「東」の"E"と，英語科の"E"を合体させたもので、校訓も"EAST"の頭文字にちなんでいる。
- 進取創造 Enterprise
- 自主自立 Autonomy
- 誠実協和 Sincerity
- 強健不撓 Toughness

紺のブレザー、千鳥格子模様のスラックス・スカート、薄紫（やや蛍光紫）のネクタイ・リボンが特徴的。ネクタイは薄紫色のネクタイに校章である"E"の文字が散りばめられ非常におシャンティーである。なお、2012年度からは上下黒色の服装に変化した。

## 環境
- 若林区の広大な農地のど真ん中にあり、夏は一面緑のカーペットに囲まれる。
- 校舎は、いわゆるハーモニカ型の長方形の校舎ではなく、東西南北に敷地を活用した校舎であり、他校には見られないモダンな仕様が随所に採用されている（タイルの多用、中庭の設置、校内随所の木製ベンチ、吹抜けスペースの採用など）。
- 陸上自衛隊霞目駐屯地が近く、同基地の小型機やヘリコプターの訓練飛行コースに隣接しているため、これらの騒音対策として、校舎には防音ガラスとサッシが採用されている[1]。
- 登校の8割程度が自転車登校であるにもかかわらず歩道が少ない。そのため東高校に自転車で登校する時は車の動きに、車で通学路を通るときは自転車の動きに気を付けなければならない。非常に危険で、年間数十件以上の苦情がきており死亡事故も発生している。
- その立地ゆえに自然の猛威を受けやすく、大雨で通学路が冠水したり、冬は歩いて進むことすら困難なほどの強風の中で下校しなければならないことがある。
- 開校当初は、まだ周辺の道路が舗装されておらず、雪が積もると道がわからなくなった。

## 特徴
- 当校へのアクセスで使用する公共交通機関は仙台市営バスであるが、校門から六郷交番前停留所（最寄停留所）まで数百メートルあることや、前述のような立地条件であることから、自転車通学がバス通学を上回っている。ただし、2013年4月のダイヤ改正により、市営バスの540系統が、今泉神社前から東高校入口に起終点が延伸された（従前からの「東高校入口」とは別位置に設置）ため、以前に比べて利便性は向上している。
- 開校後数年間は、プール・武道館が完成しておらず（現在のプールは屋外のハンドボール場、武道館は単なる砂利敷きの空き地だった）、水泳部（男女共）に至っては校内に練習の場がなかったため、公共施設のプールや他校（仙台第一高等学校など）のプールを借りに行って練習をしていた。
- 男女比率は他の共学高校と差がないが、普通科と英語科では逆転現象が起きている（英語科は女子生徒の方が多くなる傾向がある）。
- 学年を表すカラーとして、赤・緑・青が割り当てられており、上履き・体操着のラインカラー及び通学用自転車シールの色となっている。
- 男子の体育では、週に1時間だけ格技の時間があり、県内の多くの高校は柔道を行なっているが、剣道を実施している。
- 県内の公立高校では珍しい400mトラックが整備されているため、陸上部のトラック種目の活躍はめざましく全国大会への出場者も出ている。また、9月には仙台市内の小学生が対象の陸上記録会の練習も兼ねて、近隣の複数の小学校のミニ記録会の会場としても使われる。

## 沿革
- 1987年4月 開校。

## 部活動
- 運動部 - 陸上競技・硬式野球・バレーボール・テニス・ソフトテニス・サッカー・柔道・バスケットボール・卓球・ハンドボール・ソフトボール・剣道・ラグビー・バドミントン・水泳
- 文化部 - 美術・自然科学・音楽鑑賞・吹奏楽・文芸・英語海外文化・映像・演劇・JRCボランティア・囲碁将棋・茶道・華道・マジック・書道・合唱

## 著名な卒業生
- 熊谷大（参議院議員→利府町長）[2]
- 細矢将司（テレビディレクター）
- 佐藤厚志（小説家）[3]